# Angonyx
Angonyx là một chi bướm đêm thuộc họ Sphingidae.

## Các loài
- Angonyx boisduvali - Rothschild 1894
- Angonyx chelsea - Eitschberger & Melichar, 2009
- Angonyx excellens - (Rothschild 1911)
- Angonyx kai - Eitschberger, 2006
- Angonyx krishna - Eitschberger & Haxaire, 2006
- Angonyx meeki - Rothschild & Jordan 1903
- Angonyx papuana - Rothschild & Jordan 1903
- Angonyx testacea - (Walker 1856)
- Angonyx williami - Eitschberger & Melichar, 2009

## Hình ảnh

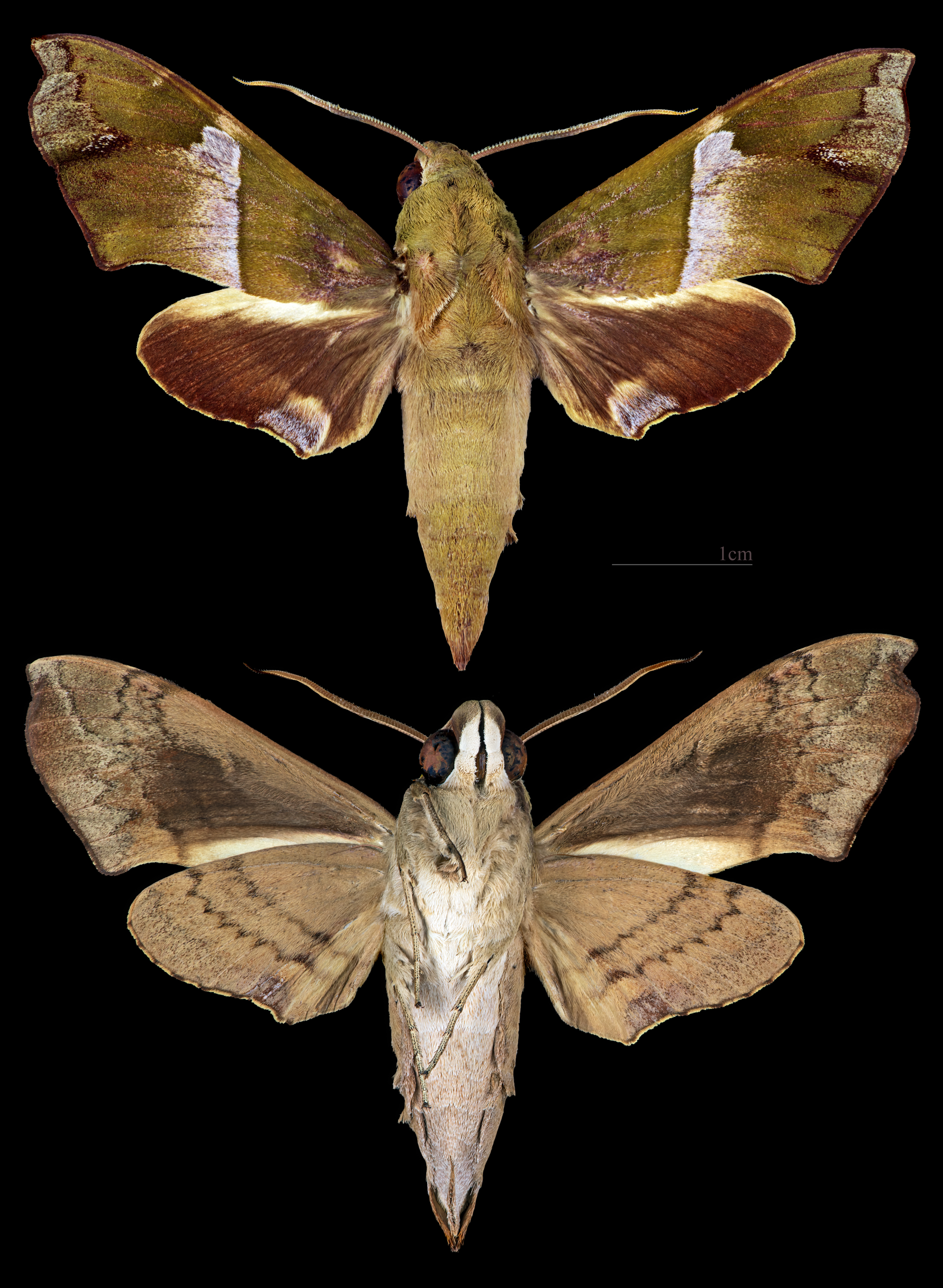
Angonyx boisduvali
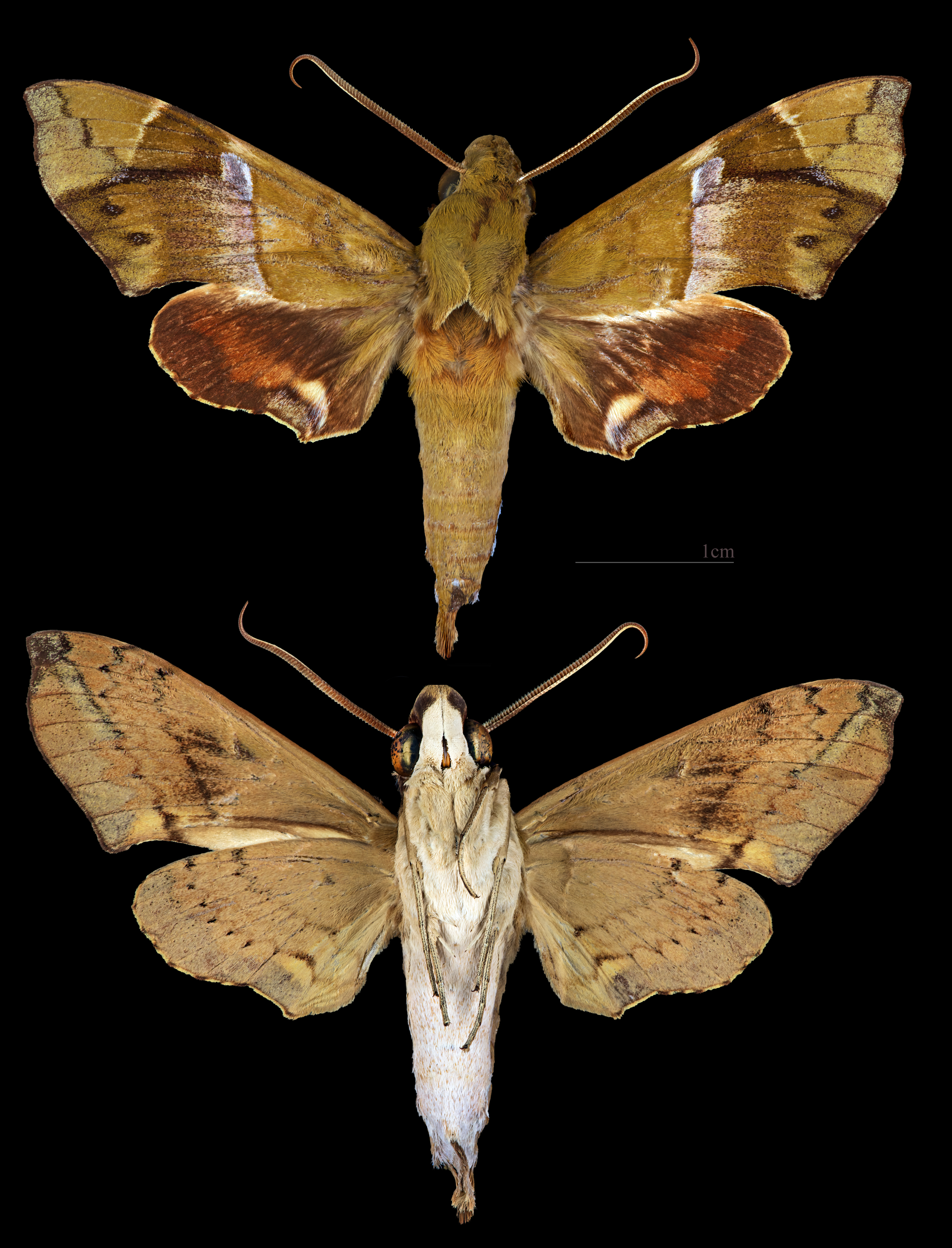
Angonyx papuana
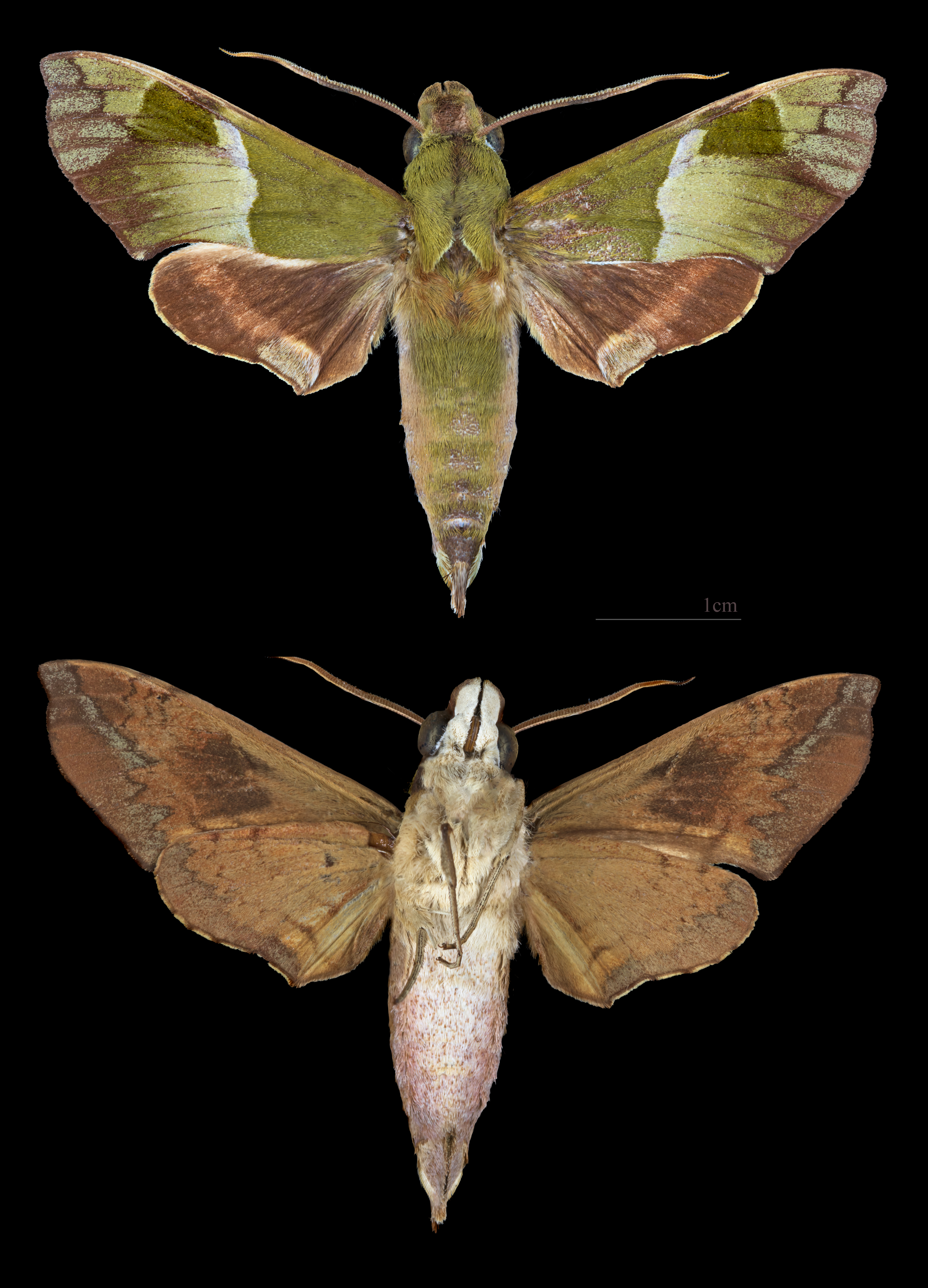
Angonyx testacea